# 포천삼정초등학교
포천삼정초등학교는 대한민국 경기도 포천시에 있는 공립 초등학교이다.

## 학교 연혁
- 1921.04.01 사정리 의숙 설치
- 1923.02.01 청산 강습소 설치
- 1935.05.03 궁평공립보통학교 부설 삼정간이학교로 승격
- 1944.04.01 삼정공립국민학교로 승격
- 1960.06.29 초성분교, 궁평분교 본교로 승력 분리
- 1968.11.01 금동분교 개교
- 1985.03.01 병설 유치원 개원
- 1990.02.28 금동분교 본교로 통합
- 1998.03.01 포천삼정초등학교로 개명
- 2009.09.05 급식소 및 특별교실 신축
- 2010.10.04 꿈너머 꿈터(도서관) 개관
- 2014.02.13 병설 유치원 제29회 졸업식
- 2014.02.14 제65회 졸업식(14명, 총 졸업생 1774명)
- 2014.03.01 오후돌봄 2, 저녁봄 1(2실 운영)
- 2014.03.01 12학급 인가(일반6,통합2,순회2,병설유치원1,병설특수1)
- 2014.08.20 초등어린이 놀이터 설치
- 2014.09.01 32대 김정식교장 부임
- 2015.02.12 병설유치원 제30회 졸업식
- 2015.02.13 제66회 초등졸업식 (11명, 총 졸업생 1785명)
- 2015.03.02 오후돌봄1. 저녁돌봄1
- 2015.03.02 11학급 인가(일반6,특수3,병설유치원1,병설특수1)
- 2015.03.02 유치원,초등 입학식

## 참고 자료
- 포천삼정초등학교 - 한국교육학술정보원 학교알리미